# Billy-sur-Ourcq
Billy-sur-Ourcq là một xã ở tỉnh Aisne, vùng Hauts-de-France thuộc miền bắc nước Pháp.